# Karl Zimmer
Pour les articles homonymes, voir Zimmer.
Pour l’article ayant un titre homophone, voir Carl Zimmer.
Karl Günther Zimmer, né le 12 juillet 1911 et mort le 29 février 1988, est un physicien allemand.

## Biographie
Il est membre du projet nucléaire allemand.
Spécialiste des effets des rayonnements ionisants sur l'ADN, il publie en 1935, l'ouvrage majeur Über die Natur der Genmutation und der Genstruktur avec Nikolaï Timofeïev-Ressovski et Max Delbrück. En 1945, il est récupéré par l'Union des républiques socialistes soviétiques (URSS) pour travailler sur le projet de bombe atomique soviétique. En 1955, il retourne en Allemagne de l'Ouest.